# Sexus Politicus
Sexus Politicus is een Frans boek geschreven door Christophe Deloire (1971-2024) en Christophe Dubois.
Het boek gaat over de intieme relaties tussen mannelijke Franse politici en onder andere presentatrices bij de Franse journaaluitzendingen, over de mannelijke politici die de presentatrices stiekem hun geheime nummer gaf. Het boek is in Nederland een beetje bekend geworden door de zomercolumns bij het NOS Journaal, correspondente Saskia Dekkers vertelde erover.